# Dunbarton
Dunbarton è un comune (town) degli Stati Uniti d'America della contea di Merrimack nello Stato del New Hampshire. La popolazione era di 2,758 persone al censimento del 2010.

## Geografia fisica
Secondo lo United States Census Bureau, ha un'area totale di 31,4 miglia quadrate (81 km²).

## Storia
Originariamente la città venne concessa come Gorham nel 1735, e riconcessa come Starkstown nel 1748, la città venne incorporata nel 1765 con il nome di Dunbarton. Il nome deriva da Dunbartonshire, in Scozia, da dove proveniva Archibald Stark, un colono prominente.

## Società

### Evoluzione demografica
Secondo il censimento del 2000, c'erano 2,226 persone.

### Etnie e minoranze straniere
Secondo il censimento del 2000, la composizione etnica della città era formata dal 98,43% di bianchi, lo 0,09% di afroamericani, lo 0,45% di nativi americani, lo 0,45% di asiatici, lo 0,04% di altre razze, e lo 0,54% di due o più etnie. Ispanici o latinos di qualunque razza erano lo 0,31% della popolazione.